# キノン
キノン (quinone) は、一般的にはベンゼン環から誘導され、2つのケトン構造を持つ環状の有機化合物の総称である。七員環構造のものなど、非ベンゼン系のキノンも知られている。この構造が含まれていると、ピロロキノリンキノンなどのように、〜キノンと化合物の末尾につけることとされている。

## ベンゾキノン

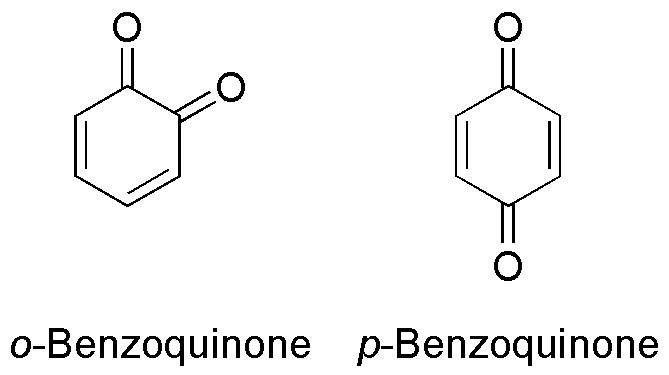
o-ベンゾキノン（左）と p-ベンゾキノン（右）の構造式

最も簡単な構造のキノンとして互いに異性体の関係にある o-ベンゾキノン（オルトベンゾキノン）と p-ベンゾキノン（パラベンゾキノン）が挙げられる。これらのことを単にキノンと呼ぶこともある。分子式は C6H4O2、分子量は 108.09 である。
- p-ベンゾキノン（1,4-benzoquinone, IUPAC組織名は シクロヘキサ-2,5-ジエン-1,4-ジオン） 融点 116 ℃、沸点 180 ℃ 付近。刺激臭のある黄色の固体。水にはほとんど溶けず、引火の危険性がある。CAS登録番号は [106-51-4]。酸化剤であり、フェロセンを酸化してフェロセニウムイオンとする。自身は還元されるとヒドロキノンとなる。ヒドロキノンなどの電子豊富な化合物と電荷移動錯体を作ることがある。

## 生物学的役割
キノンは、例えばビタミンKがキノンに分類されるように、生物学的に重要な物質である。光化学系I・光化学II などの電子伝達系において、電子受容体としての働きをもつ。光化学系I には2対のフィロキノン、光化学系II には2対のプラストキノンが存在する。また、光化学系II と配列類似性が高いといわれている紅色光合成細菌には2対のユビキノンが存在する。
タンパク質と反応して結合する性質があり、昆虫の外骨格が脱皮後に硬化するのは、キチン質の外骨格の基質に大量に埋め込まれたタンパク質分子にキノンが結合することによる。

## 主なキノン・用途
キノンは様々な色素としても利用されている。コチニール色素、アカネ色素などがキノン系の色素に分類される。また有機化学においては酸化剤としても利用される。
以下、代表的なキノンを示す。その他の物質はCategory:キノンを参照。
- アントラキノン
  - アリザリン
  - ルベリトリン酸
  - プルプリン
- ナフトキノン
  - ビタミンK
- ベンゾキノン
  - 2,3,5,6-テトラクロロ-p-ベンゾキノン（p-クロラニル）
  - 2,3-ジクロロ-5,6-ジシアノ-p-ベンゾキノン (DDQ)
  - ユビキノン